# ハルフウェイ
『ハルフウェイ』（HALFWAY）は、北乃きい・岡田将生主演の日本映画。2009年2月21日公開。
キャッチフレーズは「だけど、それは まだ 物語の途中…」。

## 概要
北川悦吏子映画初監督作品。岩井俊二と小林武史がプロデュースしている。シネカノン配給。
もともとは台詞付きの台本も用意されていたが、北乃きいと岡田将生のコンビネーションの良さを見込んだ岩井俊二の提案で、10代の恋愛模様をリアルに描くため、ほとんどのシーンが役者自身の言葉によるアドリブで撮影された。
「ハルフウェイ」という題名は後半の勉強シーンの撮影中に北乃きいが「英語で途中は？」と聞き、答え「halfway（ハーフウェー）」を間違えて「ハルフウェイ」と読んだことが由来である。

## あらすじ
小樽市の高校3年生・ヒロ（北乃きい）は、かねてから片思いをしていた相手のシュウ（岡田将生）から「付き合ってほしい」と告白される。札幌福祉大学（架空）に進学するヒロにシュウは早稲田大学に行くつもりでいることを話せないでいた。ヒロは「何で言わなかったの？　東京に行くのにあたしにコクって（告白して）どういうつもり？」と怒りを露わにして連絡拒否。シュウが担任教師の高梨（成宮寛貴）に相談して早稲田行きを止めると聞いてヒロは大喜び。しかし、書道の教師・平林（大沢たかお）に書道室で相談すると「衝動で考えるのが男だ」「生涯で考えると短い間だ」「渋谷は魔物だらけだぜ、でも、東京でいろいろ経験してきてから君を守りたいといわれる方がいい」などと言われる。ヒロはシュウを連れて担任に「早稲田に行かせてあげてほしい」と頭を下げる。戸惑いながらもシュウは自分の本心に気づく。別れることが決まり、放課後のグラウンドでヒロは大声を上げて泣く…。

## キャスト
- ヒロ（紺野ヒロ）：北乃きい
- シュウ（篠崎修）：岡田将生
- タスク（田代祐）：溝端淳平
- メメ（目黒恵）：仲里依紗
- 担任・高梨先生：成宮寛貴
- 保健室・松浦ナオコ先生：白石美帆
- 書道・平林先生：大沢たかお

## スタッフ
- 監督・脚本：北川悦吏子
- 音楽：小林武史
- 編集：北川悦吏子、岩井俊二
- 製作者：李鳳宇、見城徹、岩井俊二
- 総合プロデュース：岩井俊二、小林武史
- プロデュース：陶山明美、石原真、呉徳周
- 撮影：角田真一
- 美術：柘植万知
- 録音：岸直隆
- サウンドミキサー：田村智之（クジラノイズ）
- 技術協力：コンドル、三和映材社、リーンフェイズ、プロセンスタジオ、アオイスタジオ、IMAGICA
- 企画：プレイワークス
- 製作プロダクション：プレイワークス、バサラ・ピクチャーズ

## 主題歌
- Salyu「HALFWAY」（トイズファクトリー）

## 主なロケ地

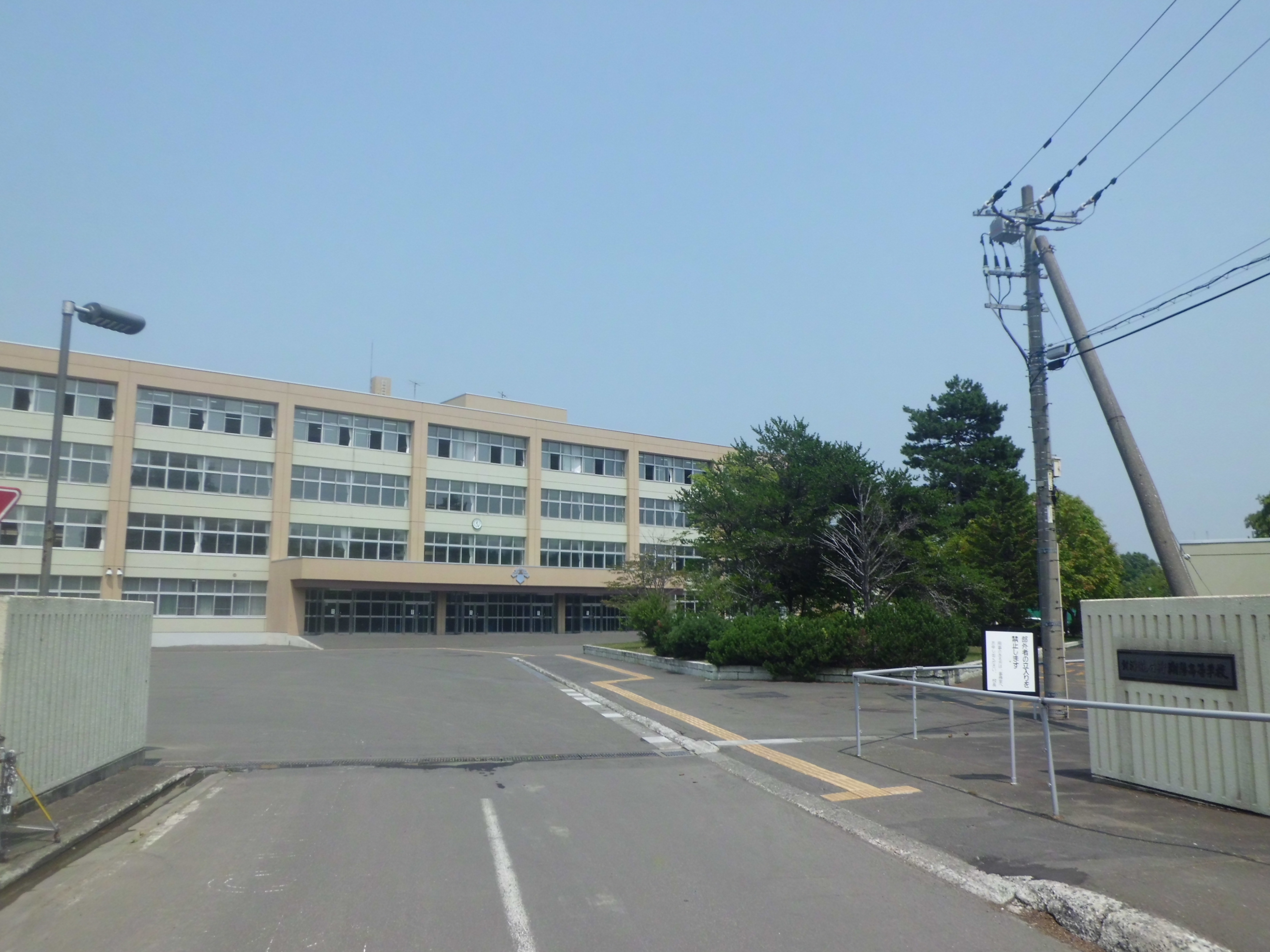
学校シーンのロケ地の一つとなった北海道石狩翔陽高等学校

北海道小樽市にある架空の高校という設定であるが、高校のロケについては、小樽市にある小樽桜陽高校及び石狩市南部に位置する石狩翔陽高校付近で行われた。
- 石狩市
  - 北海道石狩翔陽高等学校
  - 茨戸川
- 小樽市
  - 小樽市総合博物館
  - 南小樽駅
  - 北海道小樽桜陽高等学校

## DVDリリース・派生作品

### DVD
- 『ハルフウェイ』（2009年8月28日、ポニーキャニオン）

### ノベライズ
- 幻冬舎から刊行された小説作品。ノベライズは小泉すみれが担当。 ISBN 4344412524

### コミカライズ
- デラックスマーガレット（集英社）で連載されていた漫画作品。全1巻。作画は山口いづみ。 ISBN 4088463870